# Sylvanus Olympio
Sylvanus Kwami Epiphanio Olympio (ur. 6 września 1902 w Kpando, zm. 13 stycznia 1963 w Lomé) – togijski przedsiębiorca i działacz polityczny, pierwszy prezydent niepodległej Republiki Togijskiej, pierwszy prezydent Togo od 12 kwietnia 1961 do 13 stycznia 1963. Szef rządu kolonii Togo od 16 maja 1958 do 12 kwietnia 1961.

## Życiorys
Urodził się w religijnej rodzinie katolickiej. Był synem pracownika firmy handlowej. Uczęszczał do niemieckiej szkoły katolickiej. W latach 1914–1920 w Togo trwała okupacja armii Wielkiej Brytanii (spowodowana wybuchem I wojny światowej w 1914). W tym okresie Olympio chodził do angielskiej szkoły. Ukończył studia handlowe na Uniwersytecie Londyńskim. Otrzymał pracę w United Africa Company, która stanowiła jedną z dominujących firm zachodnioafrykańskich. Początkowo Olympio pracował w oddziale UAC w Togo, później w Nigerii i na Złotym Wybrzeżu (przyszłej Ghanie). W 1938 objął funkcję dyrektora oddziału UAC w swym rodzinnym mieście Lome (miasta stołecznego Togo).
Początek działalności politycznej Olympio przypada na okres II wojny światowej, kiedy w 1941 założył Komitet Jedności Togijskiej (fr. Comité de l'Unité Togolaise - CUT). Będąc przeciwnikiem kolaborującego we Francji pronazistowskiego rządu marszałka Philippe Pétaina, z którego to powodu w 1942 internowano go w obozie w Dahomeju (późniejszym Beninie). Pobyt w obozie internowania uformował ostatecznie jego nacjonalistyczne i radykalnie antykolonialne poglądy. Stał się przywódcą ruchu wyzwoleńczego, którego celem było uzyskanie niezależności Togo. Kierownictwo koncernu, w którym pracował, usiłowało odwieść go od polityki, przenosząc Olympio służbowo na dobre stanowisko w Paryżu, lecz ten nie wyraził na to zgody, gdyż postanowił całkowicie zaangażować się w ruch narodowowyzwoleńczy, czym zyskał wśród swych afrykańskich zwolenników opinię człowieka, który zrezygnował z własnych ambicji na rzecz wyższej sprawy: po powrocie z Paryża 50 000 ludzi witało go z wielkim entuzjazmem
Sylvanus Olympio nie zgadzał się na rozwiązania na drodze kompromisu. Wraz ze swoją partią ogłosił bojkot autonomii dla Togo, którą kraj uzyskał w 1956 od władz francuskich, a na jej czele stanął Nicolas Grunitzky - szef nowego rządu. Od 1956 do 1958 ruch narodowowyzwoleńczy Olympio był represjonowany. Środowiska nacjonalistyczne domagały się wolnych wyborów pod auspicjami Organizacji Narodów Zjednoczonych. W wyborach tych partia CUT odniosła zwycięstwo, a jej szef Olympio objął funkcję premiera nowego rządu. W 1960 nie przyjął oferty Kwame Nkrumaha (pierwszego prezydenta Ghany, która jako pierwszy kraj w Afryce otrzymała niepodległość w procesie dekolonizacji), który proponował połączenie Togo z Ghaną. W tym samym roku Togo ogłosiło niepodległość zgodnie z decyzją Organizacji Narodów Zjednoczonych. Sylvanus Olympio objął urząd prezydenta kraju. Po 2 latach prezydentury nastąpił zamach stanu, którego przywódcą był Gnassingbé Eyadéma. Sylvanus Olympio został zastrzelony przez kilku oficerów uczestniczących w spisku.
Jego synem był Gilchrist Olympio (ur. 1936), który od lutego 1992 przewodzi Unii Sił Zmiany. W 1998 kandydował on w wyborach prezydenckich. Bratem Sylvanusa Olympio był z kolei dr Pietro Olympio, najwybitniejszy lekarz w Lome.